# Salacgrīva
Salacgrīva (niem. Salismünde, est. Salatsi, pol. hist. Salis) – miasto na północy Łotwy położone nad rzeką Salaca, przy brzegu Morza Bałtyckiego w odległości 103 km od Rygi. Około 6 tys. mieszkańców. Od paktu wileńskiego (1561) do rozejmu w Altmarku (1629) w granicach I Rzeczypospolitej. W miejscowości znajdował się niegdyś zamek zbudowany przez biskupów ryskich w XIII wieku. Siedziba administracji Rezerwatu Biosfery Północnej Liwonii. W latach 2009–2021 stolica novadsu Salacgrīva.
W mieście rozwinął się przemysł meblarski.

## Bitwa morska pod Salis
W polskiej historiografii miasto Salacgrīva jest znane pod historyczną nazwą Salis, z uwagi na stoczoną nocą 23/24 marca 1609, zwycięską bitwę morską podczas walk w Inflantach (wojna polsko-szwedzka (1600–1611)). Polska flota sformowana przez hetmana Chodkiewicza zniszczyła dwa szwedzkie okręty w miejscowym porcie.